# Елоїза ван Ораньє-Нассау ван Амсберг

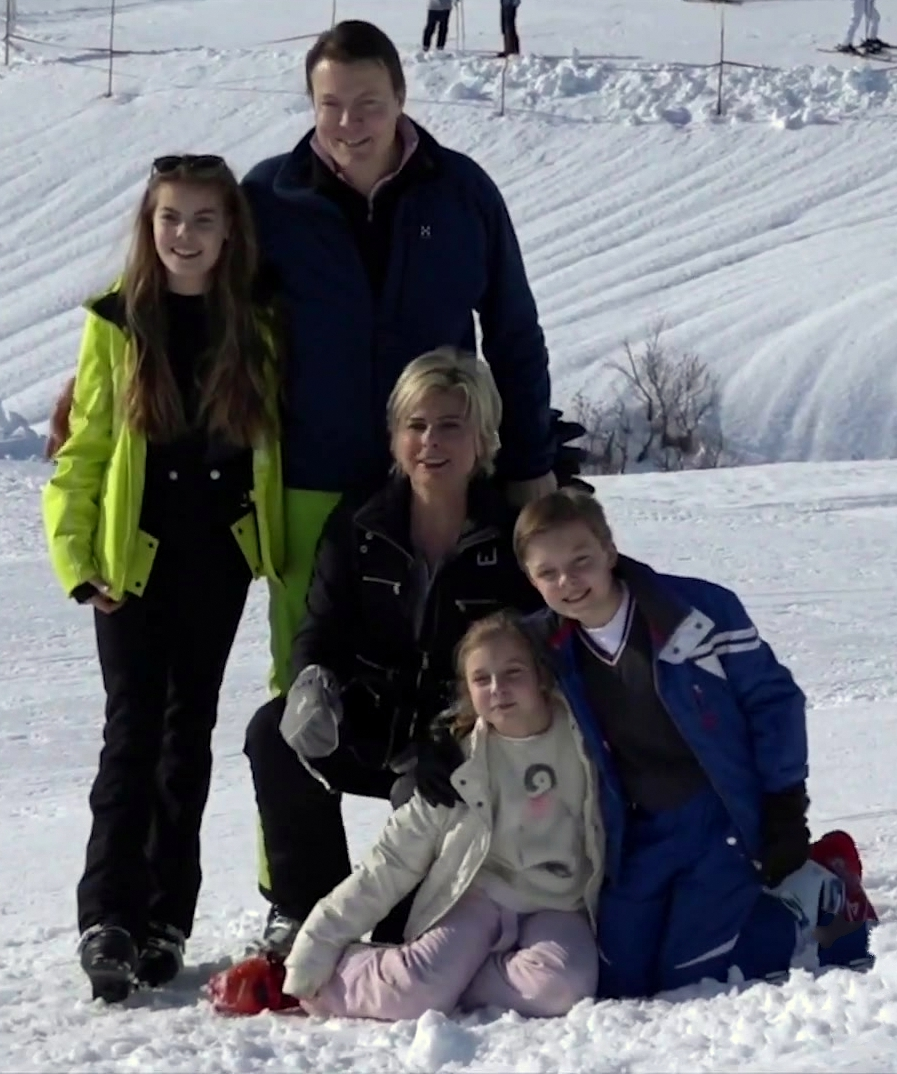
Eloise (links) met ouders, broer en zus in Lech (2016)

Елоїза Софі Беатрікс Лоуренс («Elo(lo)»), графиня Орансько-Нассауська, дівчина Амсберзька (8 червня 2002 року, Гаага) — старша дитина принца Константейна Нідерландського, п'ята в черзі спадкоємства голландського престолу.  

## Біографія
Елоїза народилася у Гаазі. Вона перша онука принцеси Беатрікс. Її батько принц, а  вона була не принцесою від народження, а графинею. Це було вирішено, коли її батьки одружилися, щоб кількість голландських принців і принцес була обмежена.
15 грудня 2002 року Елоїза була охрещена преподобним Карелом тер Лінденом у каплиці Paleis Het Loo в Апелдорні. Її хрещеними батьками є наслідний принц Норвегії Хокон, її дядько принц Фрісо ван Ораньє-Нассау ван Амсберг, принцеса Кароліна де Бурбон де Парм і Софі ван де Воу. 
Елоїза Софі була першою голландкою з власним публічним профілем у соціальних мережах. Вона у 2021 році розпочала ведення блогу про спосіб  життя. У Елоїзи в Instagram було понад 400 000 підписників. Також у іншому акаунті дівчина продавала свій ношений одяг. У червні 2023 року у неї було понад 200 тисяч підписників. У листопаді 2021 року Елоїзу Софі показали в YouTube- серіалі «Сезон полювання».
У 2023 році брала участь у телевізійній програмі і навіть викликала переполох, коли з'явилася в купальнику.
Елоїза навчається в Школі готельного бізнесу в Амстердамі з 2020 року. 

## Імена
- Елоїза посилається на предків своєї матері Лорентьєн
- Софі відноситься до принцеси Софі Оранж-Нассау
- Беатрікс має на увазі  бабусю, принцесу Беатрікс
- Лоуренс згадує матір Лорентьєн і ідуся Лоренса Яна Брінкхорста.

## Публікація
- Навчання в процесі роботи. Від одягу, приготування їжі до проживання; ось як це робить Ело! Clf Media V (2021).